# El desarmadero
El desarmadero és una pel·lícula de terror psicològic argentina de 2021 dirigida per Eduardo Pinto. Narra la història d'un artista plàstic que després de travessar un duel traumàtic comença a treballar en un desarmadero d'actuacions, on descobrirà que pot conocetarse amb el món dels morts. És protagonitzada per Luciano Cáceres, Pablo Pinto, Clara Kovacic, Malena Sánchez i Diego Cremonesi.
La pel·lícula es va estrenar el 20 de novembre de 2021 al Festival Internacional de Cinema de Mar del Plata; mentre que es va estrenar a les sales de cinemes de l'Argentina el 6 d'octubre de 2022.

## Argument
La història se centra en Bruno, un artista plàstic que primerament es veu travessat per una tragèdia familiar que el porta a haver de ser internat en un hospital psiquiàtric per a tractar les seves al·lucinacions. Durant el seu sojorn allí aconsegueix suportar l'inesperat cop emocional i les autoritats de l'hospital decideixen atorgar-li l'alta. Després de la seva sortida, Bruno acudeix al seu amic Roberto, qui li ofereix un treball en el seu desarmader d'actuacions, on descobrirà que cada acte té la seva pròpia història, incloent una que l'involucra directament a ell. D'aquesta manera, reapareixen els fantasmes del passat i haurà de decidir si prefereix estar en el món dels vius o el dels morts.

## Repartiment
- Luciano Cáceres com Bruno
- Pablo Pinto com Roberto
- Clara Kovacic com Isabel
- Malena Sánchez com Metge psiquiatra
- Diego Cremonesi com «Ojoloco»
- Fernando Pérez com infermer
- Amelia Cáceres Currá com Lu

## Recepció

### Comentaris de la crítica
Alejandro Lingenti de La Nación va qualificar a la cinta com a «bona», dient que «El desarmadero es val dels recursos del thriller psicològic i el cinema de terror per a abordar assumptes espessos que aconsegueix nuar amb criteri». Ezequiel Boetti de Página/12 va puntuar a la pel·lícula amb un 6, resumint que el protagonista se situa «en un ambient per moments claustrofòbic, però sense perdre de vista una realitat de crisi i marginalitat». Celina Demarchi de La Izquierda va destacar la interpretació de Càceres, ressaltant que «amb precisió i talent, encarna un home desesperat, angoixat, que crida que no està boig, que està sol».
En una ressenya per Solo fui al cine, Bruno Calabrese va escriure que «El desarmadero és una proposta de terror psicològic intensa i controlada amb precisió» i que Càceres ofereix «una superba actuació». Emiliano Basile d' Escribiendo cine va elogiar el treball del director, assegurant que «Eduardo Pinto segueix els tòpics del gènere de fantasmes de manera eficaç, amb l'ús d'alguns clixés també, i molt disseny visual i sonor per a fer efectius els esglais i crear imatges sinistres».

### Premis i nominacions
| Llista de premis i nominacions | Llista de premis i nominacions                                       | Llista de premis i nominacions          | Llista de premis i nominacions | Llista de premis i nominacions | Llista de premis i nominacions |
| Any                            | Organització                                                         | Categoria                               | Nominat/a(s)                   | Resultat                       | Ref(s)                         |
| ------------------------------ | -------------------------------------------------------------------- | --------------------------------------- | ------------------------------ | ------------------------------ | ------------------------------ |
| 2021                           | Buenos Aires Rojo Sangre                                             | Millor director                         | Eduardo Pinto                  | Guanyador                      | [ 11 ]                         |
| 2021                           | Buenos Aires Rojo Sangre                                             | Premi APIMA – Millor producció nacional | El desarmadero                 | Guanyador                      | [ 11 ]                         |
| 2022                           | Festival Internacional de Cinema Fantàstic i de Terror de Sant Cugat | Millor director                         | Eduardo Pinto                  | Guanyador                      | [ 12 ]                         |
| 2022                           | Festival Internacional de Cinema Fantàstic i de Terror de Sant Cugat | Millor actor                            | Luciano Cáceres                | Guanyador                      | [ 12 ]                         |
| 2022                           | Festival Internacional de Cinema Fantàstic i de Terror de Sant Cugat | Millor música                           | Manuel Pinto                   | Guanyador                      | [ 12 ]                         |
| 2022                           | Festival de Cine Nacional Leonardo Favio                             | Menció especial                         | El desarmadero                 | Guanyador                      | [ 13 ]                         |
| 2022                           | Premis Sur                                                           | Millor actriu revelació                 | Clara Kovacic                  | Nominat                        | [ 14 ]                         |
| 2023                           | Premis Cóndor de Plata                                               | Revelació femenina                      | Clara Kovacic                  | Nominat                        | [ 15 ]                         |